# Joseph Beer (Komponist, 1744)
Johann Joseph Beer, auch Joseph Boer bzw. Joseph Paer (* 18. Mai 1744 in Grünwald, Böhmen; † 28. Oktober 1812 in Berlin, nach anderen Quellen 1811 in Berlin bzw. Potsdam) war ein böhmischer Klarinettist und Komponist.

## Leben und Wirken
Beer wirkte zunächst während des Siebenjährigen Krieges als Hornist und Trompeter im k.k. Heer. Danach war er ca. 20 Jahre in Frankreich als Klarinettist in der Garde du corps du roi und beim Herzogs von Orleans tätig. Ab 1784 wirkte der Klarinettist als Kammermusiker in St. Petersburg. Im Jahre 1791 musizierte Beer während einer Reise in Wien mit Wolfgang Amadeus Mozart. 1792 ging Beer nach Preußen und wirkte bis zu seinem Tode als königlicher Kammermusikus in Potsdam und Berlin. In Berlin heiratete er 1793 die Malerin und Kupferstecherin Antoinette Tassaert, Tochter des Bildhauers Antoine Tassaert. Am 16. Februar 1809 gab der 65-jährige ein Konzert in Leipzig, das vom Publikum und der Kritik beifällig aufgenommen wurde.
Beer gilt als Schöpfer des kunstmäßigen Klarinettenspiels. Sein kompositorisches Werk besteht aus mehreren Concertos, Duos und einer Ariette mit Variationen.
Er wird häufig mit dem Klarinettisten Joseph Bähr (fälschlich „Beer“; 1770–1819), mit dem er auch nicht verwandt ist, verwechselt. Zur Unterscheidung der beiden Klarinettisten nach Hauptwirkungsorten wurde Joseph Beer in der Musikwissenschaft auch als Berliner Beer, Joseph Bähr dagegen als Wallersteiner bzw. Wiener Beer bezeichnet.

## Kompositionen
- Concerto pour clarinette N° 1